# Unilever
Unilever é uma multinacional britânica de bens de consumo cossediada em Londres, no Reino Unido. Seus produtos incluem alimentos, bebidas, produtos de limpeza e produtos de higiene pessoal. É uma das empresas multinacionais mais antigas, tendo seus produtos disponíveis em cerca de 190 países. Em 2012, foi a terceira maior empresa de bens de consumo do mundo medida em receita, após a Procter & Gamble e a Nestlé. A Unilever é a maior produtora de alimentos untáveis do mundo, como a margarina.
A Unilever foi fundada em 2 de setembro de 1929 pela fusão da produtora de margarina holandesa Margarine Unie e da britânica Lever Brothers. Durante a segunda metade do século XX, a empresa ficou mais diversificada e expandiu suas operações em todo o mundo. Ela fez várias aquisições corporativas, incluindo a Lipton (1971), a Brooke Bond (1984), a Chesebrough-Ponds (1987), a Best Foods (2000), a Ben & Jerry's (2000), a Alberto-Culver (2010) e a Dollar Shave Club (2016). A Unilever alienou suas atividades de produtos químicos especiais para a ICI em 1997. Em 2015, sob a liderança de Paul Polman, a empresa mudou gradualmente seu foco para marcas de saúde e beleza e longe de marcas de alimentos com crescimento lento.
Atualmente, possui mais de 400 marcas, mas concentra-se em 13 marcas com vendas de mais de 1 bilhão de euros: Axe/Lynx, Dove, Omo, Becel/Flora, Heartbrand, Hellmann's, Knorr, Lipton, LUX, Magnum, Rama, Rexona, Seda e Surf. A Unilever é uma empresa listada em duas bolsas de valores, composta da Unilever N.V., com sede em Roterdã, e a Unilever plc, sediada em Londres, sendo as duas sedes operando como uma única empresa, com um conselho de administração comum. A Unilever está organizada em quatro divisões principais: Alimentos, Refrescos (bebidas e gelados), Cuidados Domésticos e Cuidados Pessoais e possui instalações de investigação e desenvolvimento no Reino Unido, nos Países Baixos, na China, na Índia e nos Estados Unidos.

## História

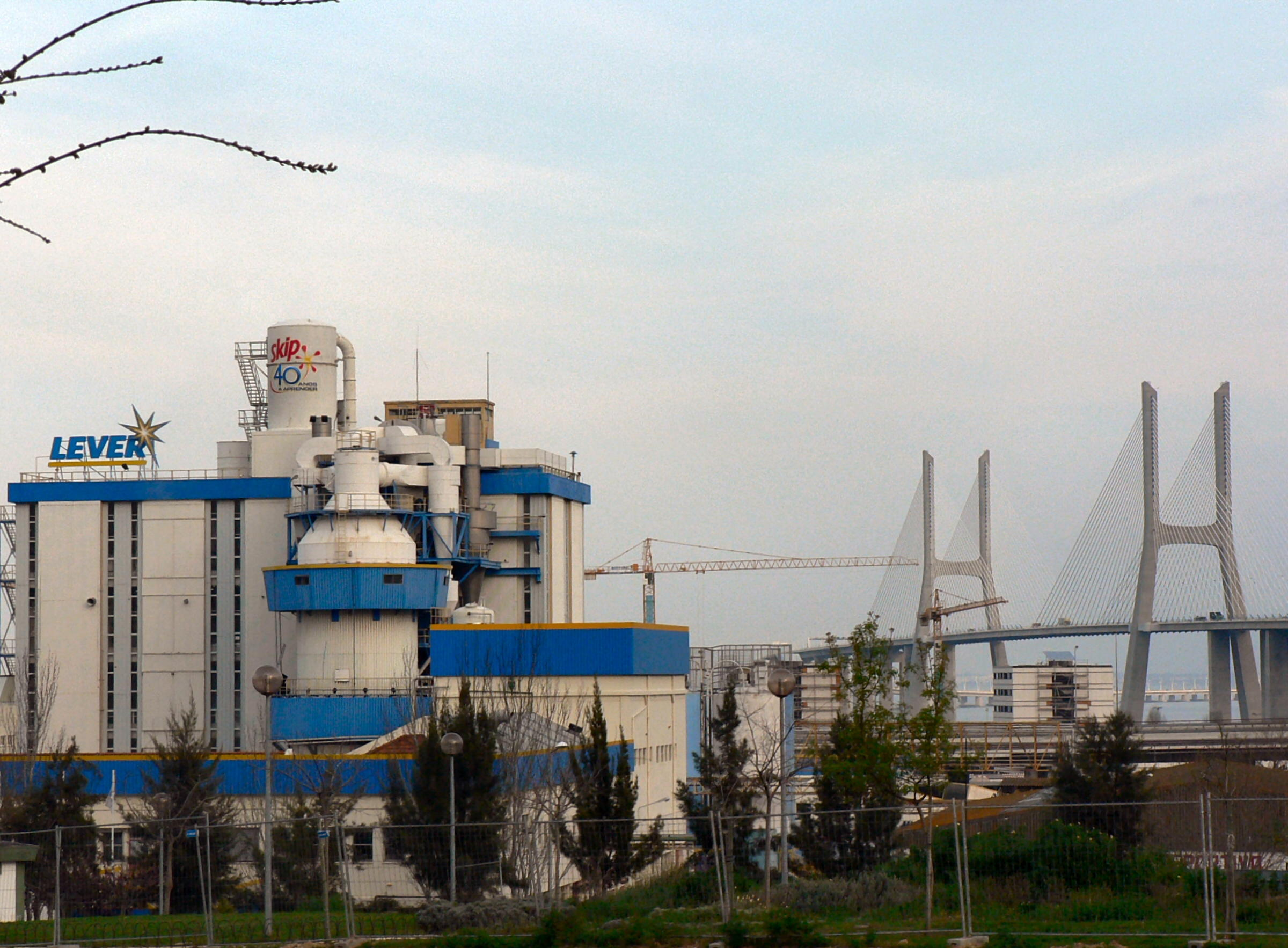
Fábrica do Grupo Unilever em Sacavém, em Portugal; ao fundo, a ponte Vasco da Gama.

A Unilever foi fundada em setembro de 1929, em resultado da fusão das operações do fabricante de margarina neerlandês Margarine Unie e do fabricante de sabonetes britânico Lever Brothers, sendo o nome da empresa resultante da aglutinação do nome de ambas as empresas.
A história do Lever Brothers começou no século XIX, na Inglaterra. Numa época em que sabão era um produto genérico, vendido por peso, William Hesketh Lever, através de sua empresa Lever Brothers, teve uma ideia simples, porém muito bem aceita: dar nome e embalagens individuais aos sabões que fabricava. Assim nasceu o sabão Sunlight.
Devido ao sucesso da ideia, em 1929 a Lever Brothers expandiu o negócio para outros países e uniu-se ao grupo holandês Margarine Unie, da área de alimentos, já que ambos utilizavam o azeite de palma como matéria-prima para seus produtos. Desta fusão veio a Unilever. Neste mesmo ano, a empresa montou sede na cidade de São Paulo sob o nome de Irmãos Lever e, assim, passou a comercializar o sabão Sunlight no Brasil.
Em 1960, ao adquirir a Cia. Gessy Industrial, a Irmãos Lever passou a adotar o nome Gessy Lever. Em 1970, a companhia decidiu entrar no mercado de alimentos, com o lançamento da margarina Doriana. Em 2000, a Gessy Lever adquiriu a Bestfoods, uma das maiores empresas de alimentos do mundo, que havia acabado de incorporar as operações da Arisco. Em 2001, a então Gessy Lever decidiu adotar a identidade corporativa internacional, trocando seu nome e razão social para Unilever.
Em 2013, a Unilever foi a marca com o maior numero de anúncios da TV aberta do Brasil, segundo levantamento da consultoria Controle da Concorrência. A Unilever desbancou as Casas Bahia, que fechou os dois últimos anos na liderança do ranking. O volume de comerciais anunciados pelo conglomerado em 2013 aumentou quase 90% em relação o total de inserções realizadas em 2012 (24.800).
Em Portugal a Unilever possui parceria com a empresa Jerónimo Martins no qual criou a Unilever Jerónimo Martins (hoje Unilever FIMA), que atualmente tem 4 unidades produtivas localizadas em Sacavém e Santa Iria da Azóia.

## Produtos

### Alimentos
- AdeS
- Arisco
- Calvé/Cica
- Hellmann's
- Bertolli
- Karo
- Heartbrand
- Knorr (marca)
- Maizena
- Lipton Ice Tea
- Slim-Fast
- Alsa
- Ben & Jerry's
- Azeite Gallo
- Tulli Creme
- Becel

### Produtos de limpeza
- Ala
- Brilhante
- Cif
- Comfort
- Fofo
- Minerva
- Omo/Skip
- Surf
- Vim

### Higiene pessoal
- Axe
- Clear
- Close Up
- Pepsodent
- Dove
- LUX
- Rexona
- Seda
- TRESemmé
- Vasenol
- Vinólia
- Lifebuoy
- Bed Head
- Nexxus

## Plataformas

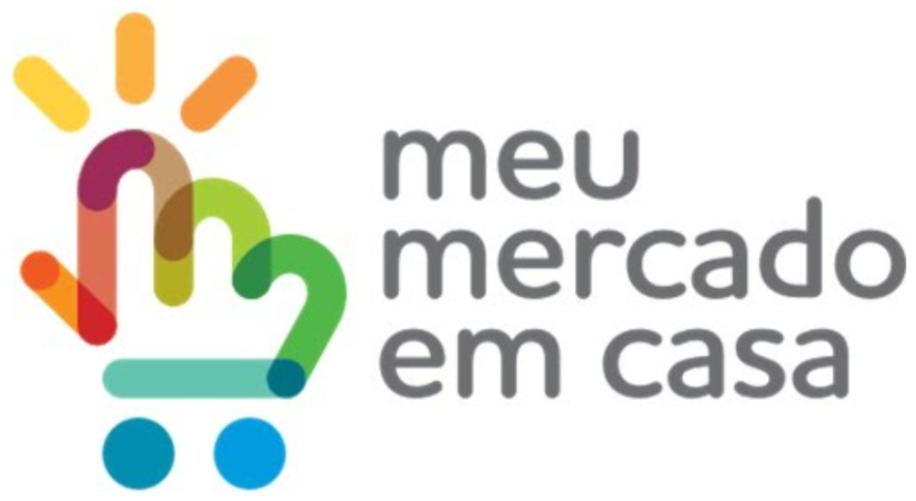
Logo da plataforma Meu Mercado em Casa

### Meu Mercado em Casa
Meu Mercado em Casa é uma empresa brasileira de supermercado on-line, fundada em 2018, pela multinacional de bens de consumo Unilever, em parceria com a empresa de tecnologia Site Mercado.
A empresa permite ao supermercadista montar uma loja virtual, oferecendo aos seus consumidores um portfólio completo de produtos, que abrange de perecíveis a industrializados. Desde a sua fundação, tem contribuído com a digitalização de milhares de varejos de pequeno e médio porte em todo o país. A plataforma é acessada por aplicativo e pelo website oficial.
Em 2020, após o início da pandemia do COVID-19, suas vendas cresceram 400% em valor, quando comparadas com o mesmo período do ano anterior (2019).

## Controvérsias

### Maquiagem de produtos
A Unilever pratica a chamada maquiagem de produto, prática que consiste em reduzir o volume ou o tamanho de seus produtos na embalagem. Faz isso com suas linhas de shampoo, condicionadores, sabonetes e dentifrícios.
As alterações são feitas em conformidade com a lei de defesa do consumidor, que exige a informação da redução na embalagem de "forma clara, precisa, ostensiva e em língua portuguesa", além da quantidade anterior, quantidade atual e valores absolutos e percentuais que foram suprimidos.

Embora dentro da lei, tal prática é controversa por prejudicar o consumidor, que vê reduzida a quantidade sem a proporcional queda nos preços, além do aumento da agressão ao meio ambiente, pelo aumento do lixo no descarte das embalagens.